# Щербачёв, Юрий Николаевич (политический деятель)
Ю́рий Никола́евич Щербачёв — архангельский областной политик и активист из Северодвинска, глава регионального отделения партии ПАРНАС. Выступает против В. В. Путина и за объединение Архангельской области с Ненецким автономным округом. В 2022 году осудил вторжение России на Украину, после чего был вынужден уехать в Норвегию, где он попросил политическое убежище.

## Биография
Родился 30 декабря 1951 года. По своим словам, родился в городе Выборге Ленинградской области. Учился в 13 школе города Выборга. Получил высшее профессиональное образование в области океанологии в Ленинграде в Ленинградском гидрометеорологическом институте, нынешнем РГГМУ.
В 2009 году выдвигался в Архангельское областное собрание депутатов в округе 8 (Соломбала, Архангельск) региональной части от партии «Патриоты России». На момент выдвижения имел неснятые и непогашенные судимости по ст.199 ч.2 (уклонение от уплаты налогов и (или) сборов с организации), ст.171 ч.2 (незаконное предпринимательство), ст. 222 ч.1 (незаконные приобретение, передача, сбыт, хранение, перевозка или ношение оружия, его основных частей, боеприпасов, взрывчатых веществ и взрывных устройств), 327 ч. 1 (подделка, изготовление или сбыт поддельных документов, государственных наград, штампов, печатей, бланков) Уголовного кодекса РФ. В 2012 году Юрий Щербачёв проходил свидетелем по делу главы организации за права поморов Ивана Мосеева, которому в 2022 году ЕСПЧ присудил выплату в размере 8800 евро.

### ПАРНАС
Юрий Щербачёв является руководителем регионального отделения партии ПАРНАС в Архангельской области, на 2023 год он также является и единственным членом регионального совета отделения партии ПАРНАС.
10 января 2014 года в штаб-квартире архангельского отделения партии ПАРНАС ФСБ провела обыски по подозрению в подготовке теракта, в ходе которых были изъяты боевые ордена и наградное оружие его отца, ветерана Второй мировой войны. В 2016 году Октябрьский районный суд города Архангельска постановил, что действия сотрудников ФСБ были незаконными. Однако Юрию были возвращены лишь некоторые их изъятых вещей. В 2021 году, после принятия закона о запрете оскорблений ветеранов ВОВ, Юрий Щербачёв подал заявление на местное управление ФСБ по статье 354.1 УК РФ (реабилитация нацизма).

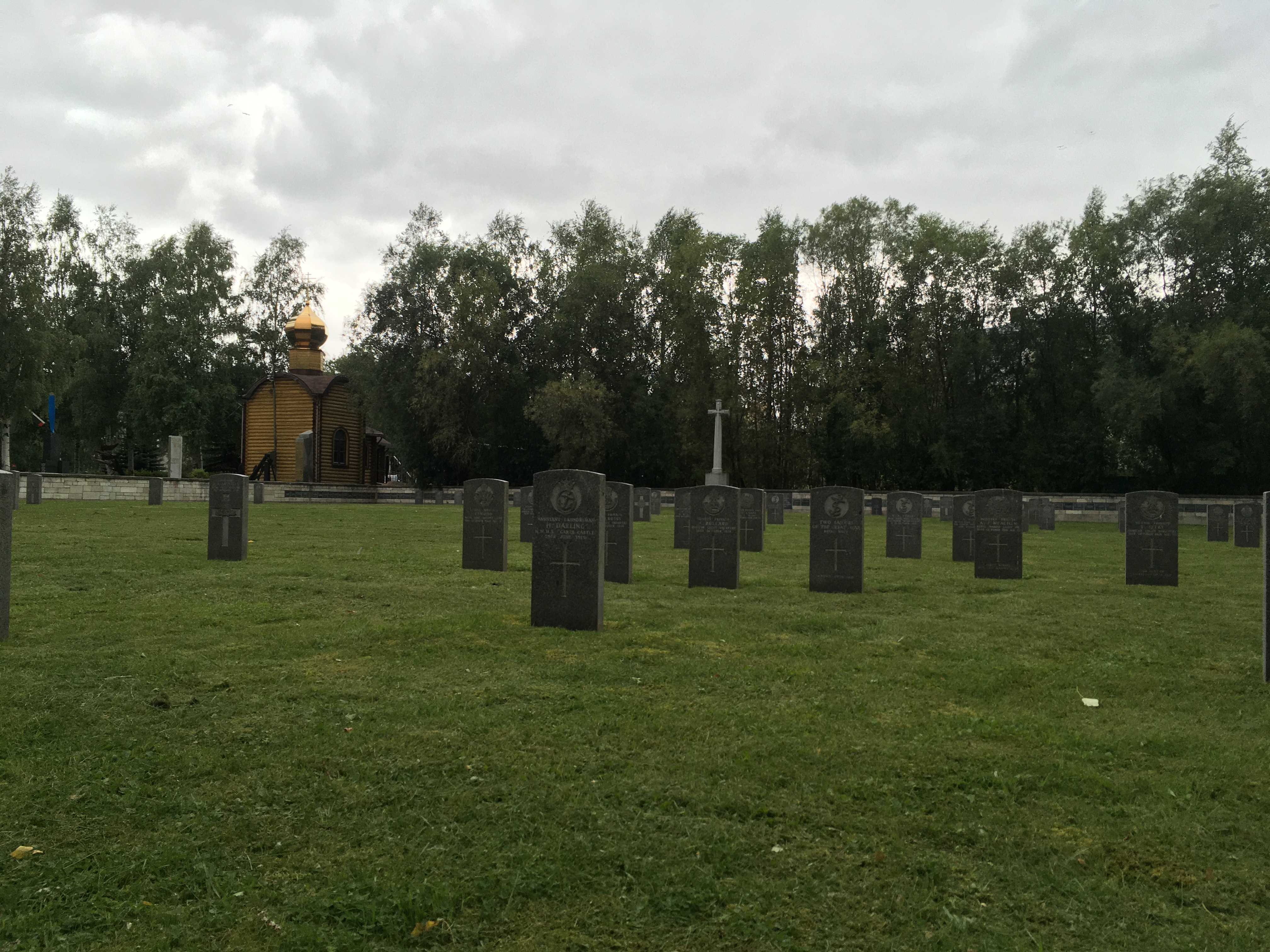
Британский воинский мемориал в Архангельске, на котором прошла акция памяти

В 2016 и 2017 годах участвовал в акциях памяти Бориса Немцова у Соловецкого камня в Архангельске. 2 августа 2018 года провёл акцию в честь «100-летия освобождения города от большевиков», где подчеркнул важность памяти о погибших в боях Гражданской войны в Архангельской области против большевиков. В 2019 году собирался провести акцию памяти Бориса Немцова, однако мэрия Архангельска не согласовала её проведение из-за лыжного мастер-класса.

### Протестная деятельность
26 марта 2017 года Юрий Щербачёв был задержан после акции протеста в Архангельске против коррупции, а позже оштрафован за «распространение экстремистских материалов» за пост во «ВКонтакте» на 1500 рублей.
В октябре 2018 года выступил на акции протеста в Северодвинске против строительства мусорных полигонов возле остановочного пункта Рикасиха Северодвинска и станции Шиес Ленского района. Участвовал в акции протеста против Шиеса в Архангельске 7 апреля 2019 года, за что получил штраф в размере 160 тыс. руб. 30 октября 2019 г. был арестован за одиночный пикет против политических репрессий у здания ФСБ на Троицком проспекте. 4 сентября 2020 г. был задержан при выходе из дома и уве́домлен о необходимости «отмечаться» каждые несколько месяцев как экстремист. Позже в его квартире был проведён обыск, а самому Юрию инкриминировали ст. 319 УК РФ об оскорблении представителя власти.
В 2021 году пожаловался изданию 29.ru на работу местных МФЦ, которые, по его словам, не выдавали ему QR-код о вакцинированности.

### Вторжение России на Украину
В 2022 году выступил против вторжения России на Украину. За это на него написал донос экс-координатор Штаба Навального в Архангельске Егор Бутаков. 9 мая Юрий был задержан на автовокзале в Северодвинске, а позже оштрафован по статье о дискредитации ВС РФ на 15 тысяч рублей. В конце августа покинул Россию на автобусе из Мурманска в Киркенес и попросил политическое убежище в Норвегии, находясь в лагере для беженцев в Осло, о чём сообщил в сентябре на странице «ВКонтакте». В лагере, по его словам, присутствовало много украинцев, однако негативного отношения с их стороны он не почувствовал.

### Жизнь в Финляндии
На начало 2023 года находится в Финляндии. В марте 2023 года ЕСПЧ присудил ему компенсацию в размере 5 тысяч евро.

## Идеи
В 2013 году, за 7 лет до предложения губернатора Архангельской области провести объединение с Ненецким автономным округом, Юрий Щербачёв предлагал воплотить в реальность аналогичную идею. По его словам, Ненецкий автономный округ может стать потенциальной «точкой роста» для Архангельской области и тем самым вывести регион из списка дотационных:
Архангельская область в глубоком кризисе. Промышленность нашего региона неконкурентоспособна, так как она создавалась в середине прошлого века и развивалась только для решения задач, поставленных федеральным центром. Архангельской области самой себя «за уши» не вытащить, экономику не поднять без поддержки федерального центра. Предпосылок к тому, чтобы она стала не дотационной, а самодостаточной областью, пока не видно. За исключением одной потенциальной точки роста на территории Архангельской области — Ненецкого автономного округа. При этом численность населения округа неуклонно сокращается, и в настоящее время составляет 42 с лишним тысячи человек, из них коренного населения примерно 7,5 тысяч.
В 2015 году во время создания демократической коалиции четырёх партий для участия в выборах губернатора Юрий Щербачёв повторил свои мысли о необходимости укрупнения регионов. Кроме того, он отметил необходимость требования компенсаций за ущерб, наносимый запусками с космодрома Плесецк.
В 2019 году был одним из инициаторов идеи о региональном референдуме против ввоза мусора в Архангельскую область из других регионов России. Инициатива была отклонена депутатами АОСД.
В 2020 году опубликовал заявление местного отделения ПАРНАСа, в котором поддержал выдвижение Олега Мандрыкина в кандидаты на выборах губернатора Архангельской области 2020.